# Muraltia diabolica
Muraltia diabolica är en jungfrulinsväxtart som beskrevs av Margaret Rutherford Bryan Levyns. Muraltia diabolica ingår i släktet Muraltia och familjen jungfrulinsväxter. Inga underarter finns listade i Catalogue of Life.